# 바르토시 피아세츠키
바르토시 마리우시 "바르트" 피아세츠키(노르웨이어·폴란드어: Bartosz Mariusz "Bart" Piasecki, 1986년 12월 9일 ~ )는 폴란드 태생 노르웨이의 펜싱 선수이다. 런던에서 열린 2012년 하계 올림픽의 에페 개인전에서 은메달을 획득했다.

## 생애
폴란드 인민공화국 포모제주 트체프에서 태어났다. 아버지 마리우시는 과거에 폴란드 펜싱 국가대표 선수로 출전했던 경험이 있으며, 후에 피아세츠키의 개인 코치로 활동했다. 그가 2세가 되었을 때 가족이 노르웨이로 이주하였으며 오슬로의 베스툼에 자리를 잡았다. 오슬로 대학교에 진학하여 컴퓨터 공학을 전공했으며, 고등학교 수학교사로도 활동했다.
2002년 10월 오슬로컵에서 33위를 하면서 국제 무대에 출전하기 시작했다. 2009년 헝가리 데브레첸에서 열린 유럽 U-23 선수권 대회에서 동메달을 획득하였다. 2012년 6월 이탈리아 레냐노에서 열린 2012년 유럽 선수권 대회에서 16위를 기록하였다.
2012년 7월 런던에서 열린 2012년 하계 올림픽에 노르웨이 국가대표로 참가하였으며, 모로코의 압델카림 엘 하우아리, 헝가리의 임레 게저, 대한민국의 정진선을 차례로 꺾고 결승에 진출했다. 결승에서는 베네수엘라의 루벤 리마르도와 대결을 펼쳤으나 10-15로 패하며 은메달을 획득했다. 피아세츠키가 올림픽에서 딴 은메달은 노르웨이 펜싱 역사상 최대의 성과이다. 그 이전의 최대 성과는 닐스 코팡이 1984년 하계 올림픽에서 기록한 11위이다.
2013년 7월 러시아 카잔에서 열린 2013년 하계 유니버시아드에 참가하였고, 개인전에서 15위, 프레드리크 바케르, 스티안 헤르베른, 토마스 에르체이드와 함께 출전한 단체전에서도 15위를 기록했다. 2015년 6월 아제르바이잔의 바쿠에서 열린 제1회 유러피언 게임에 참가하였다. 그는 프랑스의 야니크 보렐, 스페인의 호세 루이스 아바호, 덴마크의 프레데리크 폰 데르 오스텐을 누르고 준결승에 올랐으며, 준결승에서 러시아의 세르게이 호도스에게 패하였다. 이 대회에서는 준결승 패자에게 공동 동메달을 수여했기 때문에 프랑스의 다니엘 제랑과 함께 동메달을 획득하며 노르웨이 최초의 유러피언 게임 펜싱 메달리스트가 되었다. 이후 7월에 러시아 모스크바에서 열린 세계 선수권 대회에서 16위를 기록했다.